# Salir vivo
Salir Vivo es el segundo álbum en vivo y sexto disco del cantante argentino de rock latino Miguel Mateos. Fue publicado en 2002 por la BMG.
El álbum contiene dos discos, pero digitalmente uno solo, incluye canciones nuevas como: “Miedo a la oscuridad", “Sálvame", “Rey de los desposeídos", “Abracadabra 2000", “Patria ya no duermas" y “Sexo y frenesí" que es una versión en español de “Flesh for fantasy" de Billy Idol. Además del sencillo la canción homónima “Salir Vivo", que es el único tema grabado en estudio.

## Disco 1
1. Miedo a la oscuridad (4:13) (inédito)
2. Un poco de satisfacción (3:46)
3. Peleando por tu amor (4:11)
4. Pisanlov (4:41)
5. Rey de los desposeídos (5:29) (inédito)
6. Mensajes en la radio (4:26)
7. Mujer sin ley (4:35) (*)
8. Cambios (6:01)
9. Libre vivir (5:14)
10. Atado a un sentimiento (3:43)
11. Obsesión (5:42)
12. Mi sombra en la pared (6:24)
13. Cuando seas grande (6:09)

## Disco 2
1. Salir vivo (5:42) (inédito)
2. Sálvame (7:13) (inédito)
3. Perdiendo el control (5:33)
4. Va por vos, para vos (4:51)
5. Extra, extra (3:38)
6. Un gato en la ciudad (4:38)
7. Tirá para arriba (6:28)
8. Los Argentinitos (5:53)
9. Es tan fácil romper un corazón (6:34)
10. Sexo y frenesí (5:00) (*) (inédito)
11. Abracadabra 2000 (4:19) (inédito)
12. Patria ya no duermas (6:45) (inédito)

## Músicos
1. Miguel Mateos: Teclados, guitarra, armónica y voz.
2. Alejandro Mateos: Batería, teclados y coros.
3. Roli Ureta: Guitarras y coros.
4. Ariel Pozzo: Guitarras y coros.
5. Mario Maselli: Teclados.
6. Dany Castro: Bajo.

## Datos adicionales
- Producción General: Miguel Mateos y Alejandro Mateos.
- Grabación y Mezcla: Adrian Bilbao.
- Asistencia de grabación: Tole López Naguil.
- Mastering: Andrés Mayo (Mr. Master).
- Mánager Personal: Rodi Farah.
- Stage Manager: Pacheco Carabajal.
- Fotografía: Gaby Herbstein.
- Arte y Diseño Gráfico: Graciela Beccari.

- Todas las canciones fueron escritas por Miguel Mateos. Excepto (*): "Mujer sin ley": letra de Jorge Canzutti y "Sexo y frenesí" una versión de Miguel mateos en castellano de: "Flesh for fantasy" de Billy Idol y Steve Stevens.

- Los temas en vivo fueron grabados en el Teatro Astral de Buenos Aires en el mes de agosto del 2002. Se utilizaron también tomas en vivo de la Gira Argentina y EE. UU. 2001. Los temas en estudio se grabaron y mezclaron en Chaman Records en Buenos Aires, Argentina.

## Músicos invitados
1. Cristian Aldana (de El Otro Yo): voz y coros en "Salir vivo".
2. Ricardo Pegnotti: colaboración y asistencia en Pro Tools. (https://web.archive.org/web/20170611042155/http://pegnotti.com.ar/)

- Datos: Q6117308